# (3576) Galina
(3576) Galina (1984 DB3) – planetoida z pasa głównego asteroid okrążająca Słońce w ciągu 3,71 lat w średniej odległości 2,4 j.a. Odkrył ją Nikołaj Czernych 26 lutego 1984 roku.